# Rønne
Rønne je největší město na dánském ostrově Bornholm v Baltském moři s populací 13 798 obyvatel (k 1. lednu 2023). Do roku 2002 bylo samostatnou obcí a od té doby slouží jako správní centrum obce Bornholm. Město leží na úzkém území na nejzápadnějším bodě ostrova a má rozlohu 29,11 km². Historie Rønne je poznamenána německým a švédským vlivem, zejména v období rozvoje jako přístavu pro lov sleďů. Dnes přitahuje návštěvníky svými historickými uličkami, hrázděnými domy a muzei, z nichž většina pochází z Dánska, Německa, Švédska a Polska.

## Historie
Rønne pravděpodobně vzniklo kolem roku 1000, kdy se okolo přírodního přístavu formovala malá rybářská komunita. Okolo roku 1275 byla na místě, kde dnes stojí kostel Rønne, postavena malá kaple zasvěcená svatému Mikuláši. V krátké době získala obec statut tržního města s vlastním starostou, radou a soudem. Během 14. století však o kontrolu nad městem soupeřili dánský král, arcibiskup z Lundu a severoněmecká knížata, která byla přitahována Bornholmem kvůli jeho strategické poloze v Baltském moři.

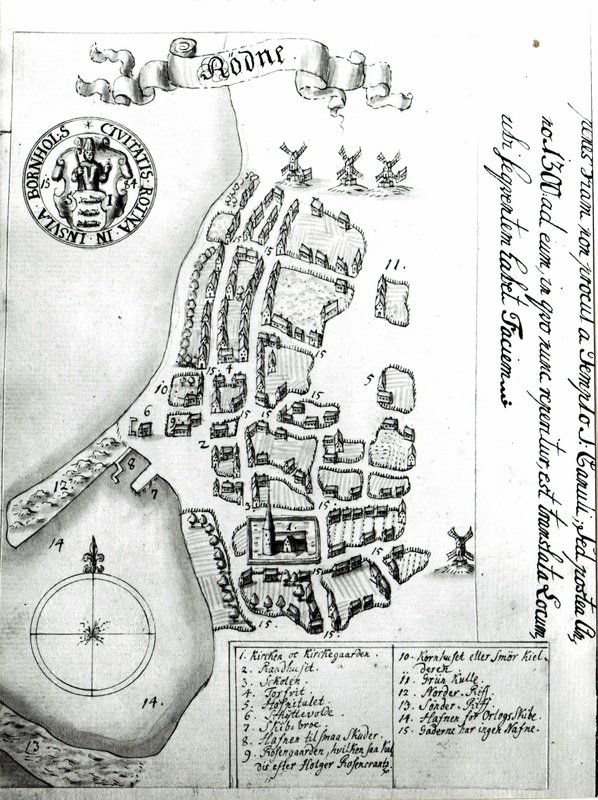
Mapa Rønne (1679)

Město zažilo období prosperujícího obchodu na počátku 15. století, ale bylo opakovaně napadáno a drancováno muži z Lübecku. V roce 1525 se Lübeckerové stali pány Bornholmu jako kompenzací za dluhy Dánska, přičemž povolili svým obchodníkům zakládat podniky v Rønne. I přesto, že Lübeckerové přispívali k úspěchu rybářského obchodu, požadovali vyšší daně, což vedlo k vyhnání a návratu dánské kontroly nad Rønne v roce 1576.
V průběhu 17. století ztratilo Baltské moře svůj strategický význam, rybářský průmysl upadal a město trpělo epidemiemi morem. V roce 1658 Bornholm přešel do švédských rukou během dánsko-švédské války[nepřesný odkaz], ale švédská okupace netrvala dlouho, neboť místní obyvatelstvo porazilo Švédy v prosinci téhož roku.

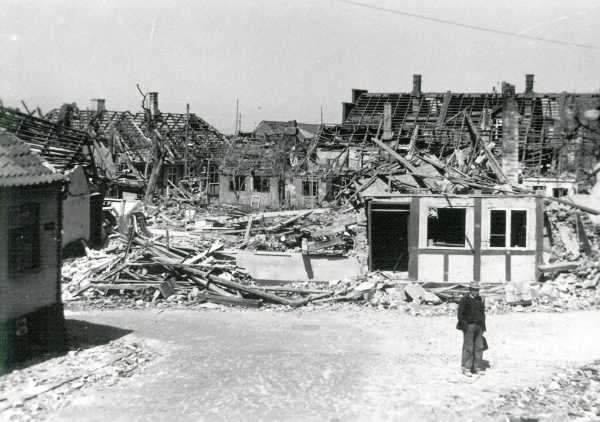
Škody způsobené sovětskými bombami v květnu 1945

Radnice byla v roce 1834 postavena na hlavním náměstí Store Torv v Rønne a sloužila jako centrum správy pro město a celý Bornholm. Během konce druhé světové války bylo město bombardováno sovětskými letadly v reakci na odmítnutí kapitulace německého velitele. Navzdory škodám, které nálet způsobil, a ztrátám deseti civilistů, bylo varováno obyvatelstvo. Bornholm byl obsazen Sověty do dubna 1946, kdy se vrátil pod dánskou správu. Obnova města po válečných pohromách trvala několik let, a přestože většina domů byla zničena nebo poškozena, podařilo se zachovat tradiční architekturu, malebné uličky a hrázděné domy. Švédové přispěli k obnově 300 dřevěnými domy, zatímco zbytek Dánska finančně podpořil obnovu města částkou 8 milionů dánských korun.

## Ekonomika
Hospodářský status Rønne prošel dramatickým vzestupem ve středověku s rozvojem sleďového průmyslu. Na konci 16. století však začal rybářský průmysl upadat a po následujících 300 let prakticky stagnoval. Keramický průmysl ve městě překonal význam rybářského průmyslu a pokračoval až do moderní doby; v současné době existuje v Rønne až 50 obchodů specializovaných na keramiku.
Cestovní ruch se však stal klíčovým přispěvatelem k místní ekonomice. V této oblasti se nachází několik pozoruhodných písečných pláží, které jsou oblíbené mezi turisty.

## Doprava

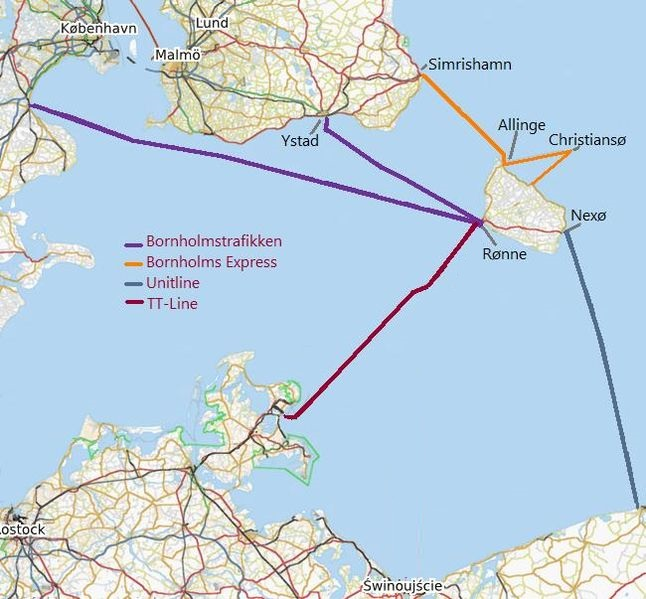
Trasy trajektů spojující Bornholm

Rønne je propojeno s zbytkem Dánska a okolním světem prostřednictvím trajektových linek. Společnost Bornholmslinjen provozuje linky do měst Køge, Ystad a Sassnitz, zatímco společnost Polferries zajišťuje spojení do města Svinoústí.
Do Ystadu je v provozu vysokorychlostní katamarán, který navazuje na přímé vlakové spojení mezi Ystadem a Kodaní.
Na ostrově Bornholm se nachází letiště, které nabízí spojení s Kodaní a dalšími letními destinacemi.

## Pamětihodnosti
- Kostel sv. Mikuláše
- Maják Rønne, postavený roku 1880
- Divadlo Rønne, otevřen roku 1823 –⁠⁠⁠⁠⁠⁠⁠⁠⁠ nejstarší stále aktivní provinční divadlo v Dánsku
- Erichsens Gård, postaven 1806 –⁠⁠⁠⁠⁠⁠⁠⁠⁠ nejzachovalejším prostý dům v Rønne

## Galerie

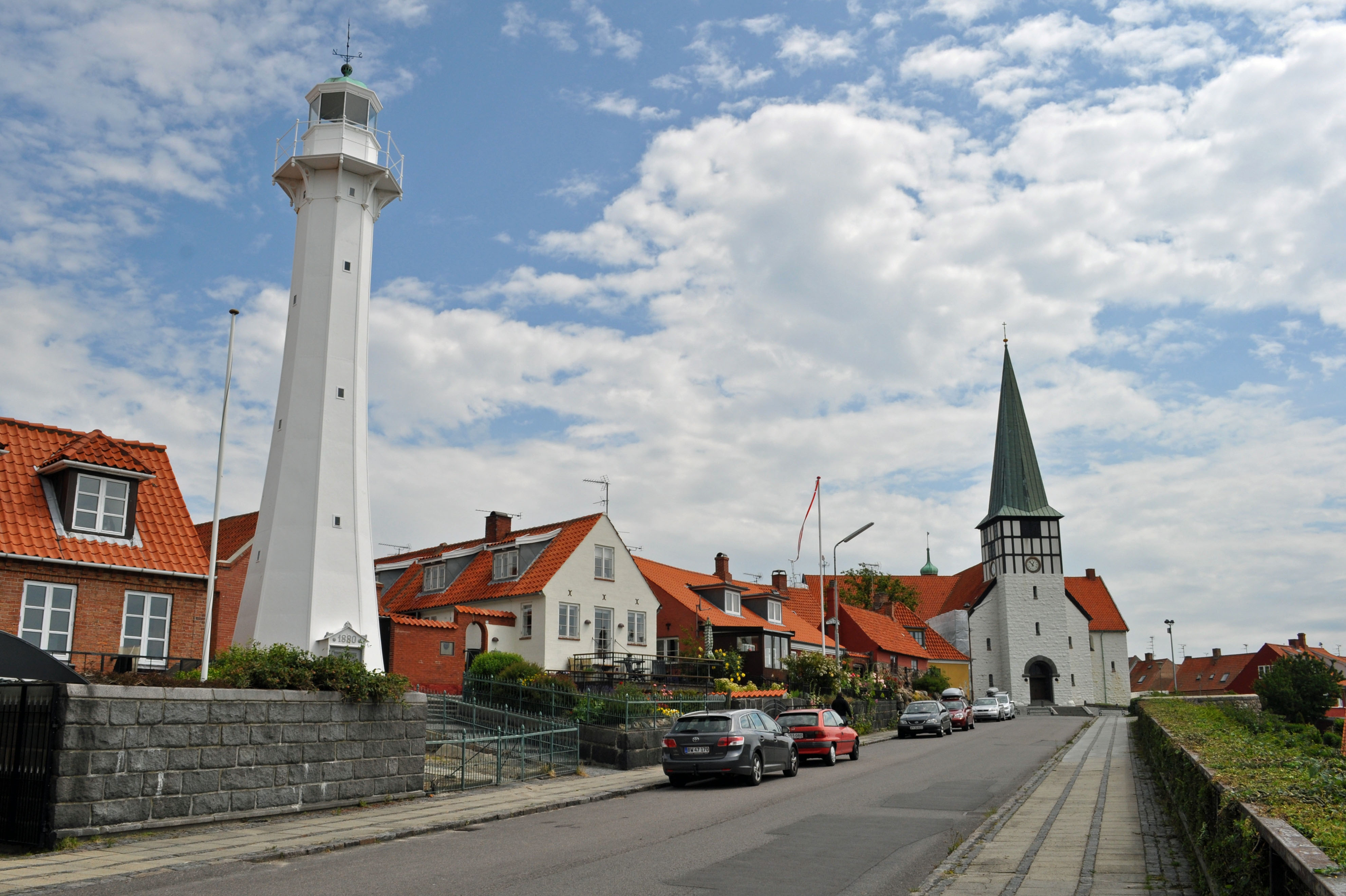
Kostel sv. Mikuláše a maják
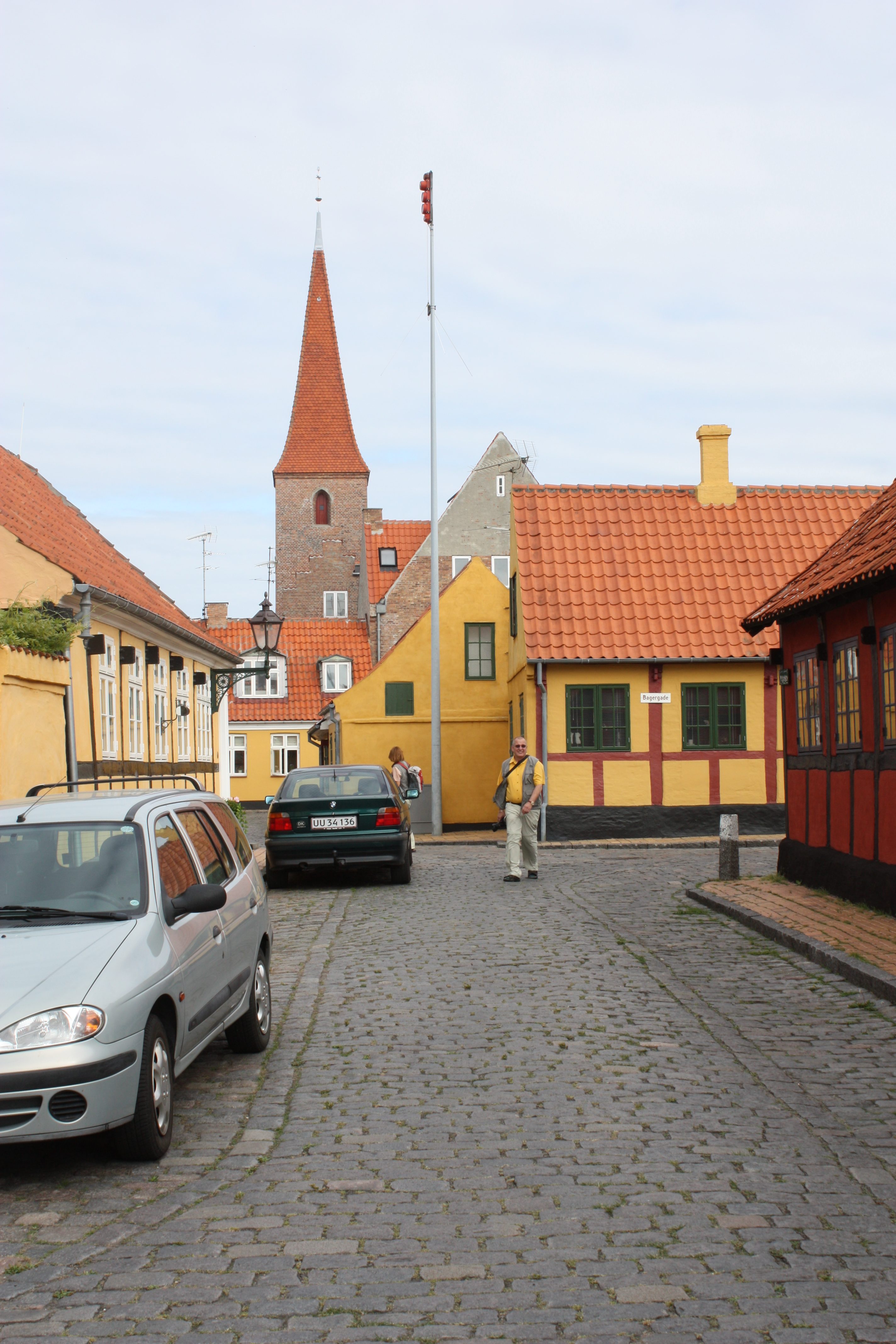
Centrum
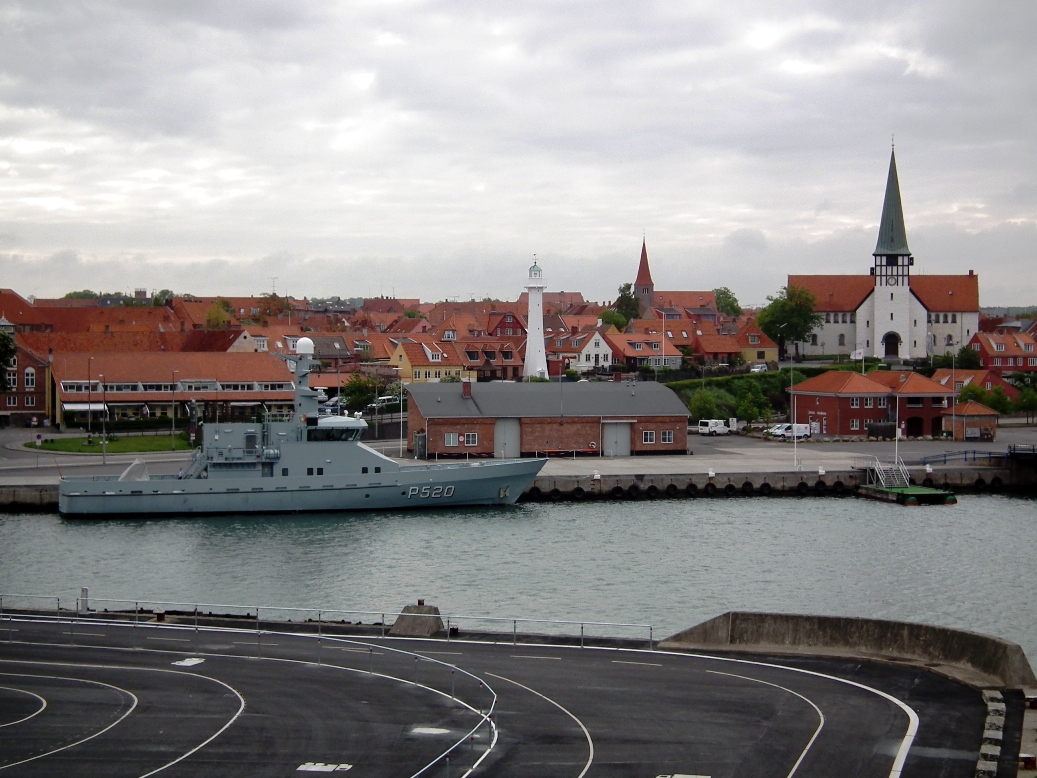
Přístav
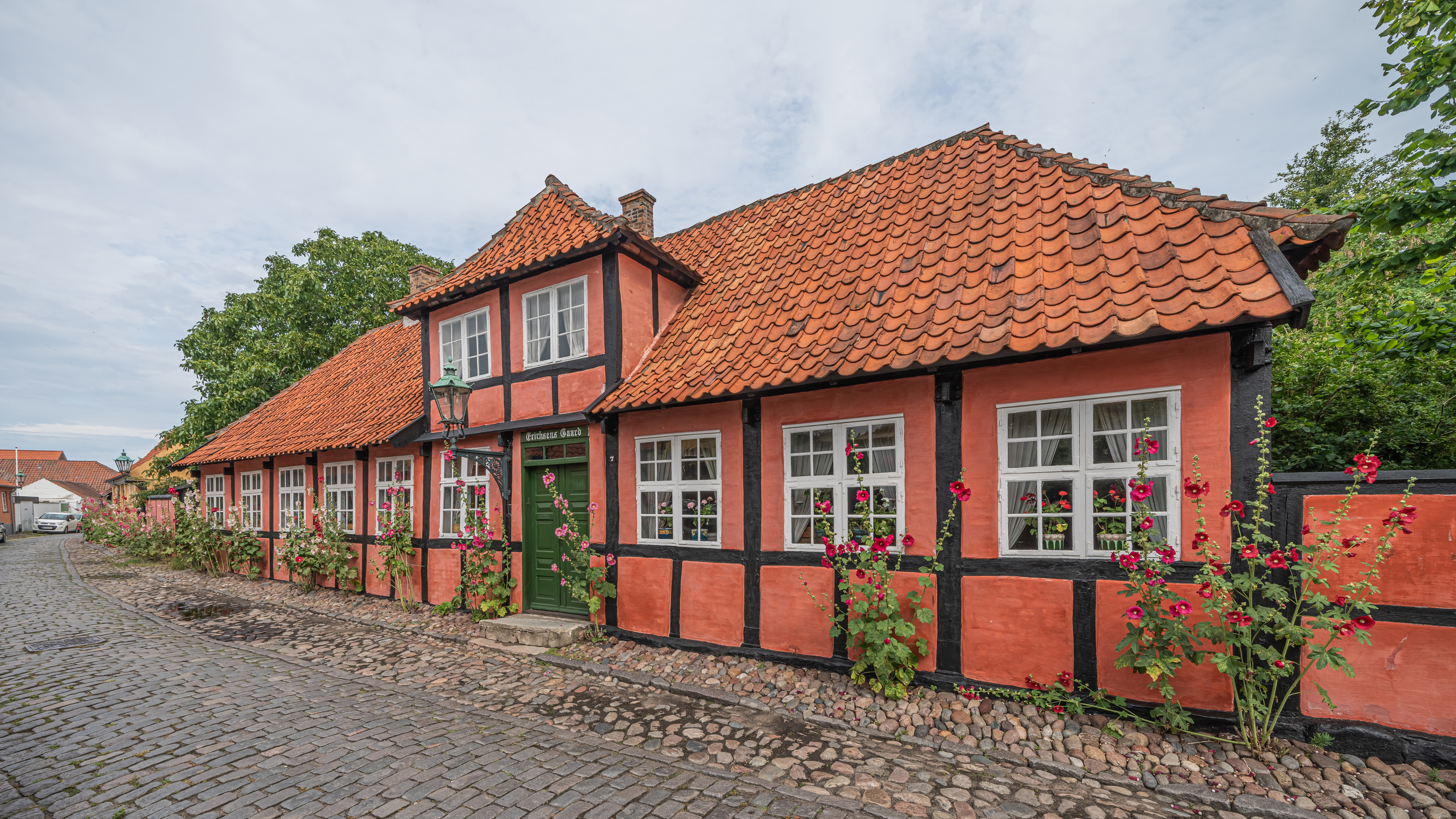
Erichsens Gård
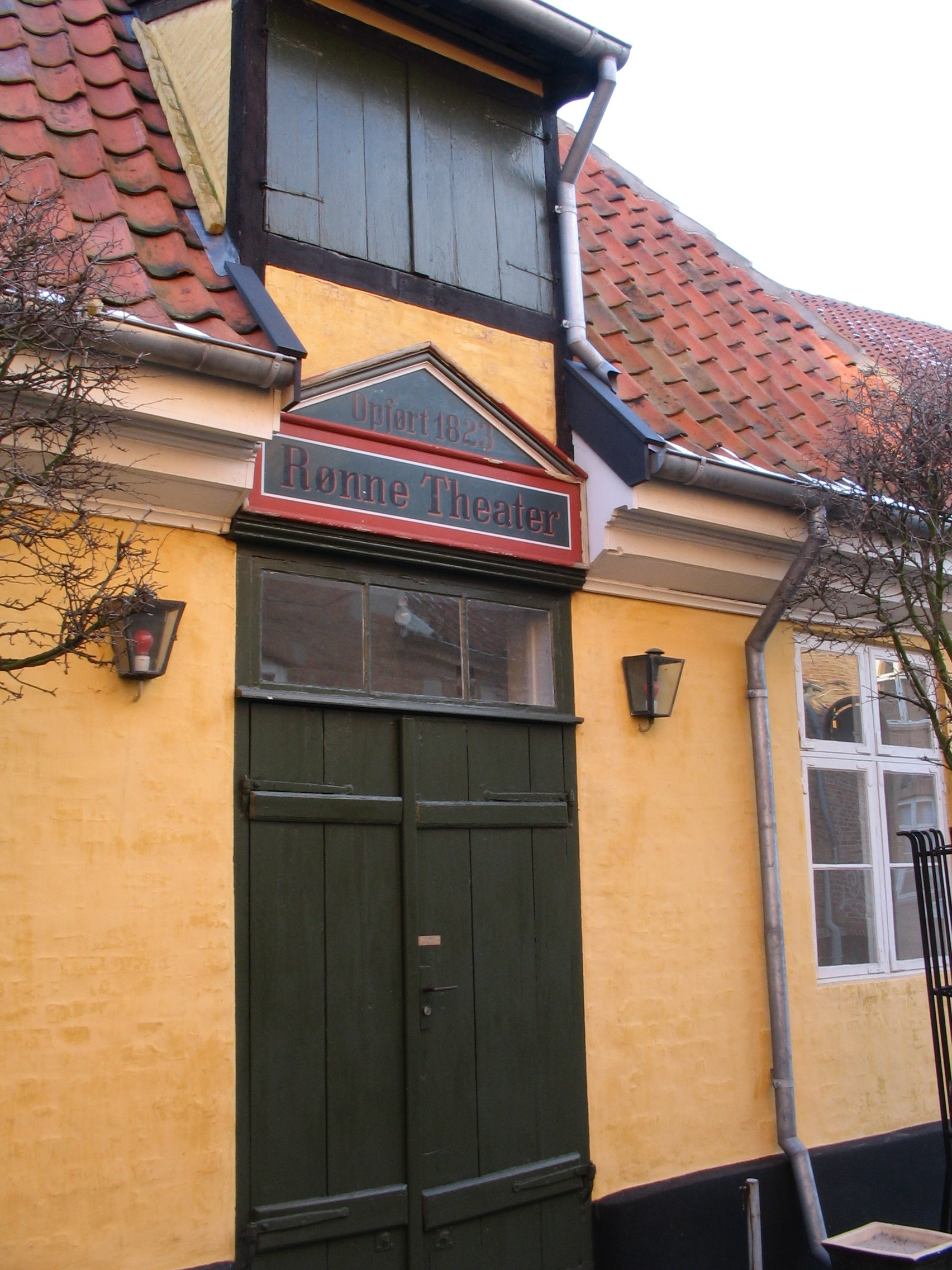
Divadlo Rønne
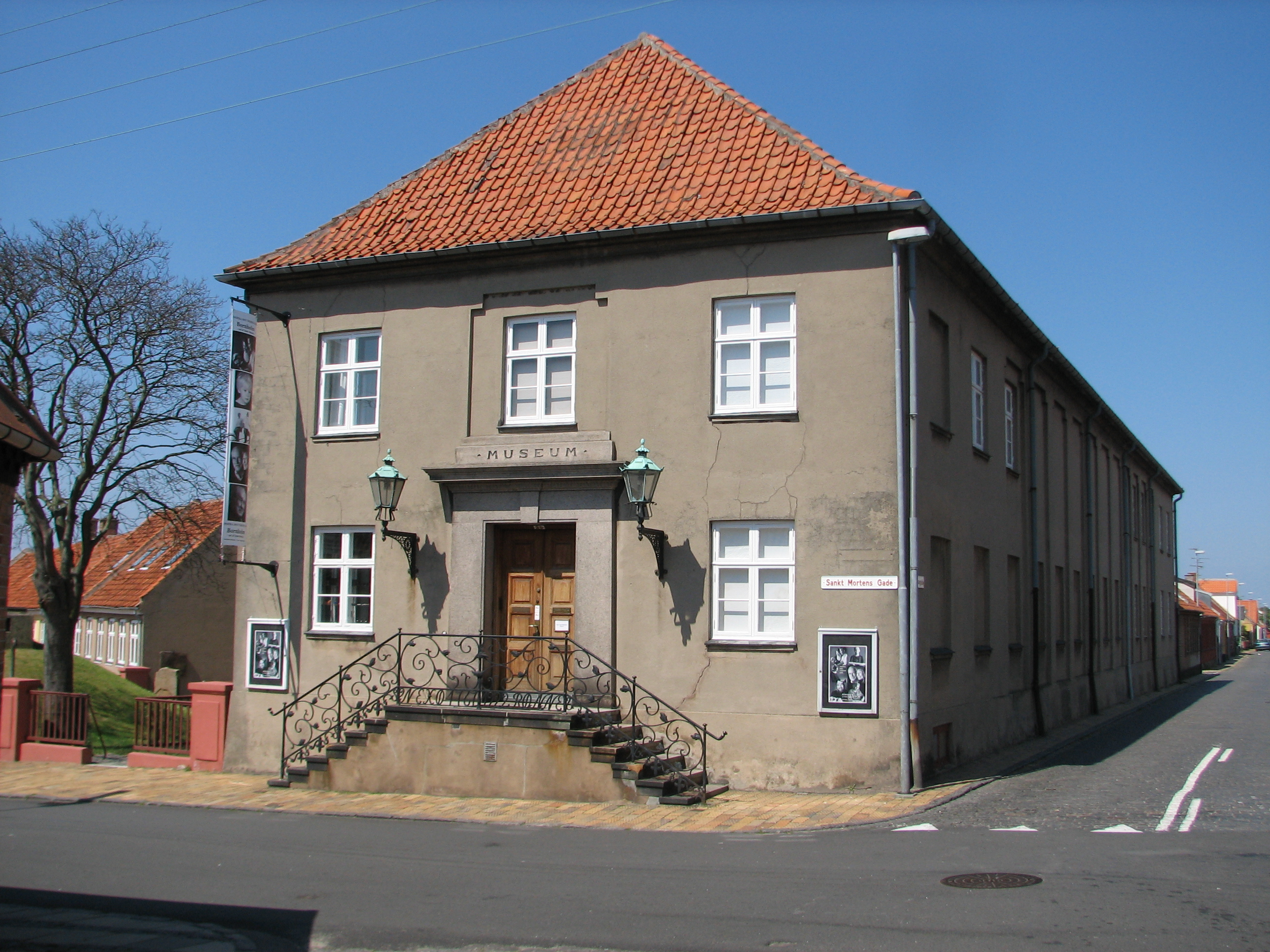
Bornholmské muzeum